# 10758 Aldoushuxley
10758 Aldoushuxley este un asteroid din centura principală de asteroizi.

## Descriere
10758 Aldoushuxley este un asteroid din centura principală de asteroizi. A fost descoperit pe 22 septembrie 1990 la Observatorul La Silla de Eric Walter Elst. Asteroidul prezintă o orbită caracterizată de o semiaxă mare de 2,23 ua, o excentricitate de 0,10 și o înclinație de 6,1° în raport cu ecliptica.